# Galega
Galega ist die einzige Pflanzengattung  im Untertribus Galeginae in der Unterfamilie der Schmetterlingsblütler (Faboideae).

## Beschreibung

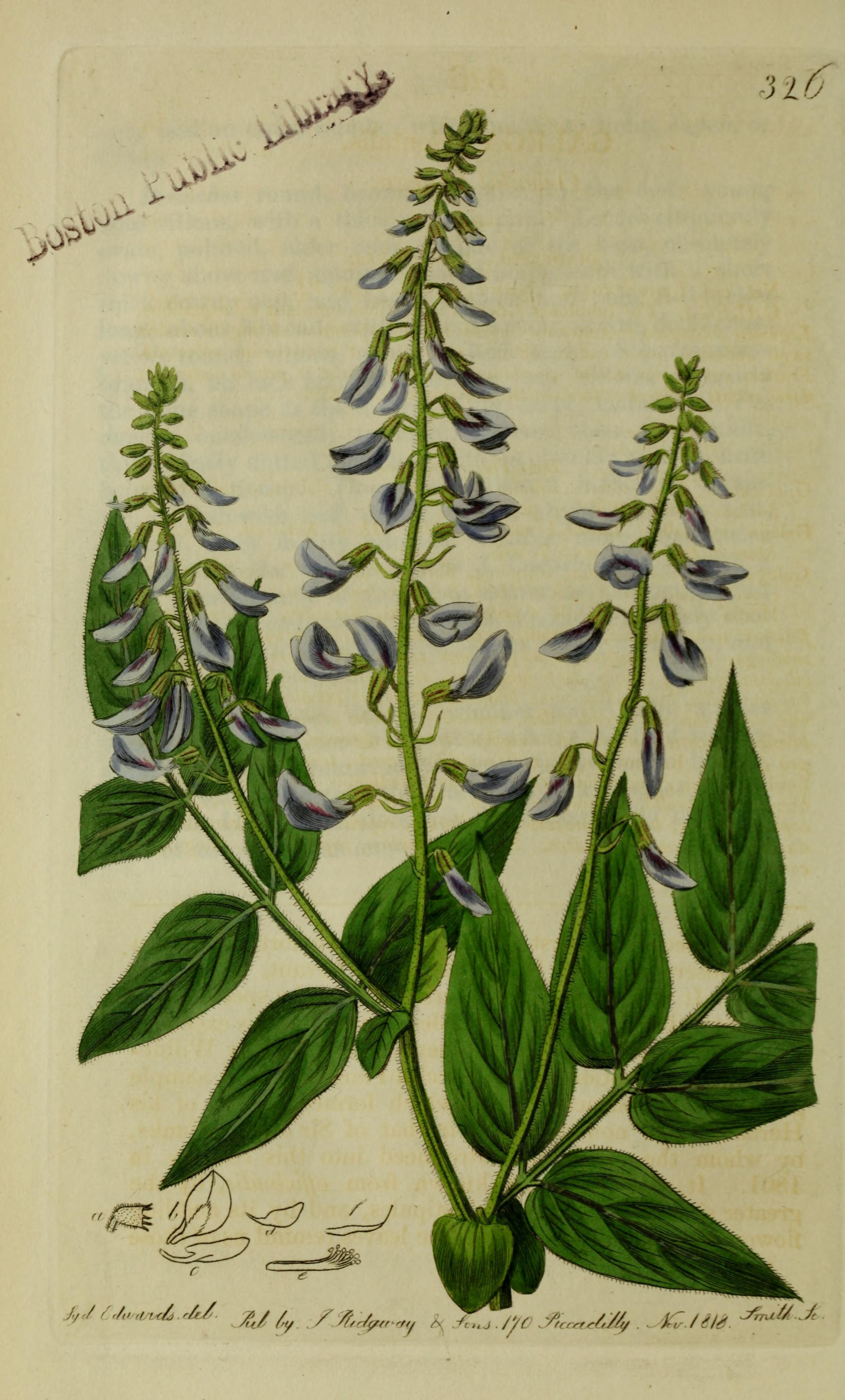
Illustration aus The Botanical register consisting of coloured figures ..., 1815 von Galega orientalis

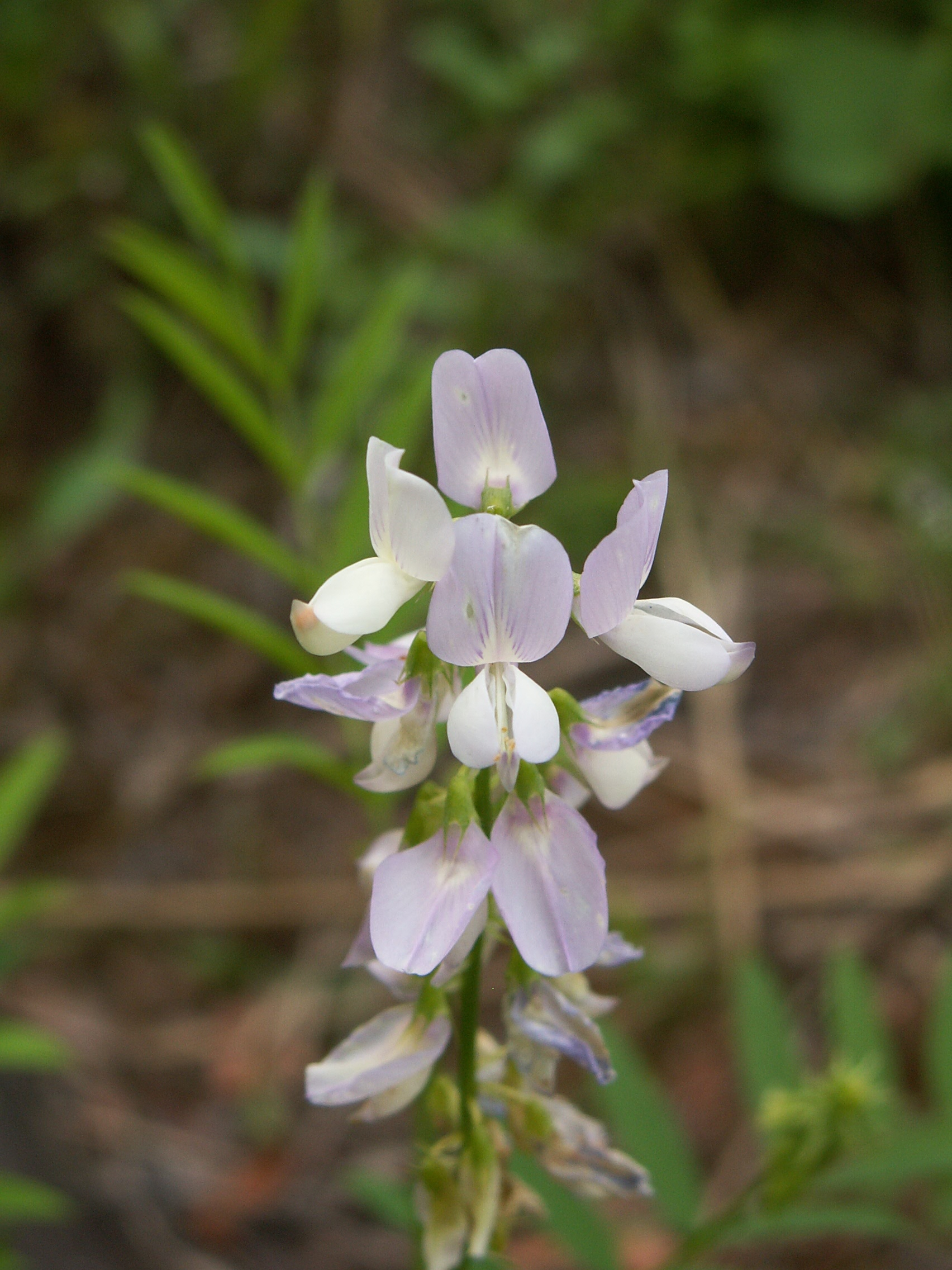
Blütenstand mit zygomorphen Blüten der Geißraute (Galega officinalis)

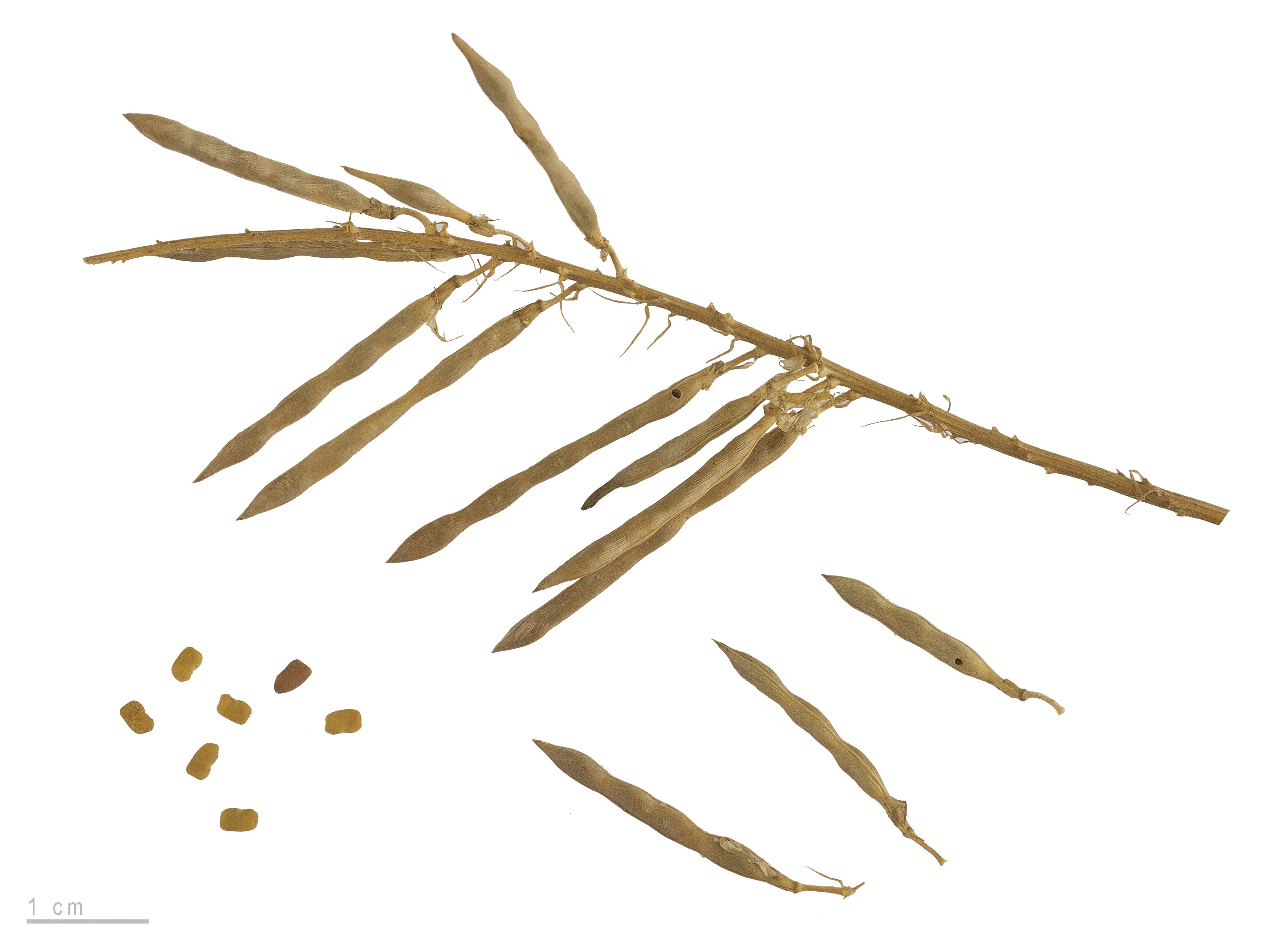
Fruchtstand, Hülsenfrüchte und Samen der Geißraute (Galega officinalis)

### Vegetative Merkmale
Galega-Arten sind aufrechte, vielverzweigte ausdauernde krautige Pflanzen.
Die wechselständig angeordneten Laubblätter sind in Blattstiel und -spreite gegliedert. Die Blattspreiten sind unpaarig gefiedert. Die Fiederblättchen sind ganzrandig. Die von der Mittelrippe abgewandten (lateralen) Blattrippen sind hervorstehend und reichen ganz bis an den Blattrand. Die Nebenblätter sind tief in zwei bis fünf sehr schmale Lappen eingeschnitten. Das äußere Nebenblatt (entfernt vom Blattstiel) zeigt gerade nach unten.

### Generative Merkmale
Die schmalverzweigten rispigen Blütenstände sind achsel- oder endständig. Deckblätter fehlen.
Die zwittrigen Blüten sind zygomorph und fünfzählig mit doppelter Blütenhülle. Der Kelch ist glockenförmig mit fünf ungleichmäßigen Zähnen. Die Blütenkrone besitzt die typische Form der Schmetterlingsblüte und ist weiß bis purpurfarben. Die Fahne ist verkehrt-eiförmig bis rundlich und kahl. Der Nagel, das zugespitzte basale Ende der Fahne, ist kurz. Die Flügel sind wenig kürzer als die Fahne und sitzen basal, nah am Schiffchen, an. Das Schiffchen ist so lang wie die Flügel.
Bei den zehn Staubblättern sind die Staubfäden auf fast ganzer Länge verwachsen. Das einzige Fruchtblatt ist oberständig und enthält viele Samenanlagen. Der Griffel ist gebogen mit einer endständigen Narbe.
Die linealische, abgeflachte Hülsenfrüchte sind einfächerig, an keinem Ende eingedrückt und haben parallel verlaufende starke Rippen auf der Oberfläche.

## Verbreitung und Nutzung

Natürliches Verbreitungsgebiet der Gattung Galega, Rot ist das Mannigfaltigkeitszentrum, die Nord- und Westgrenze ist unsicher, da Bestände von Galega officinalis dort eventuell nicht natürlichen Ursprungs sind

Das Verbreitungsgebiet der Gattung Galega ist der östliche Mittelmeerraum, das südliche Mitteleuropa, Süd- und Osteuropa sowie Kleinasien. Das Mannigfaltigkeitszentrum, das heißt das Gebiet mit der größten Artenvielfalt, liegt in Kleinasien zwischen dem Schwarzen und dem Kaspischen Meer.
Neben dem eurasischen Verbreitungsgebiet findet sich noch ein zweites natürliches Verbreitungsgebiet in Ostafrika, in den Staaten Äthiopien, Somalia, Kenia, Sudan und Uganda. Hier finden sich die drei Arten Galega battiscombei, Galega lindblomii und Galega somalensis, die auch in die Sektion Afrogalega zusammengefasst werden.
Galega officinalis und Galega orientalis werden als Futterpflanze angebaut. Sie konnten verwildern, was zu einer großen Zahl an neophytischen Vorkommen führte. So findet sich Galega officinalis auch in Deutschland und in der Schweiz. In den Vereinigten Staaten wurde die Art zuerst in Utah eingeführt und konnte sich von dort aus verbreiten. Auch in Argentinien, Chile, Ecuador und Neuseeland finden sich eingeschleppte Bestände. Zwei Arten vermehren sich schnell und unkontrolliert und werden als invasiv eingeschätzt. In den USA wurde zumindest Galega officinalis in den Federal Noxious Weed Act of 1974 aufgenommen, der das Ziel hat, die weitere Ausbreitung einzudämmen.

## Systematik
Die Gattung Galega wurde 1753 durch Carl von Linné in Species Plantarum, Tomus II, S. 714 aufgestellt. Typusart ist Galega officinalis L. Synonyme für Galega L. sind: Accorombona Endl., Callotropis G.Don. Bei Jan Bevington Gillett: Galega L. (Leguminosae) in Tropical Africa in Kew Bulletin, Band 17, Nummer 1, 1963, Seiten 81–85 wurden drei Arten aus der Gattung Astragalus aus Ostafrika in die Gattung Galega eingeordnet.
Galega ist die einzige Gattung der Untertribus Galeginae aus der Tribus Galegeae in der Unterfamilie Faboideae innerhalb der Familie Fabaceae. Die Subtribus Galeginae Bronn wurde 1822 durch Heinrich Georg Bronn in De Formis Plantarum Leguminosarum Primitivis et Derivatis, 127, 134 aufgestellt.
Je nach Autor sind fünf bis acht Arten sind in der Gattung Galega akzeptiert:
- Galega africana Mill.[5]
- Galega assyriaca Mouterde: Sie wurde 1970 aus Syrien erstbeschrieben.[5]
- Galega battiscombei (Baker f.) J.B.Gillett (Syn.: Astragalus battiscombei Baker f.): Sie gedeiht im Afromontanen Wald nur im Mount-Kenya-Massiv in Kenia vor.[5][6][2]
- Galega cirujanoi Garcia Mur. & Talavera: Sie wurde 1999 aus Spanien erstbeschrieben.[5]
- Galega lindblomii (Harms) J.B.Gillett (Syn.: Astragalus somalensis var. lindblomii Harms): Sie in der Afromontanen Region auf dem Mount Elgon und den Cherangani-Bergen in Kenia und Uganda vor.[5][6][2]
- Geißraute (Galega officinalis L., Syn.: Galega bicolor Regel, Galega patula Steven, Galega persica Pers., Galega vulgaris Lam.): Sie ist in Eurasien sowie Afrika weitverbreitet und ist fast weltweit, z. B. in der Neuen Welt, Südafrika, Neuseeland sowie China ein Neophyt.[5][6]
- Östliche Geißraute oder Kaukasus-Geißraute, Futter-Geißraute (Galega orientalis Lam., Syn.: Galega montana M.Bieb.): Sie kommt ursprünglich nur im Kaukasusraum vor, doch kommt sie auch in Europa sowie Asien als Neophyt vor.[5][6]
- Galega somalensis (Taub. ex Harms) J.B.Gillett (Syn.: Astragalus somalensis Taub. ex Harms): Sie kommt nur im südlichen Äthiopien vor.[5][6][2]